# Mimudea stigmatalis
Mimudea stigmatalis là một loài bướm đêm trong họ Crambidae.